# Varpussaari (ö i Birkaland, Övre Birkaland)
Varpussaari är en halvö i Finland. Den ligger i sjön Metterinjärvi och i kommunen Virdois i den ekonomiska regionen  Övre Birkalands ekonomiska region  och landskapet Birkaland, i den sydvästra delen av landet, 250 km norr om huvudstaden Helsingfors.